# Канадські метиси

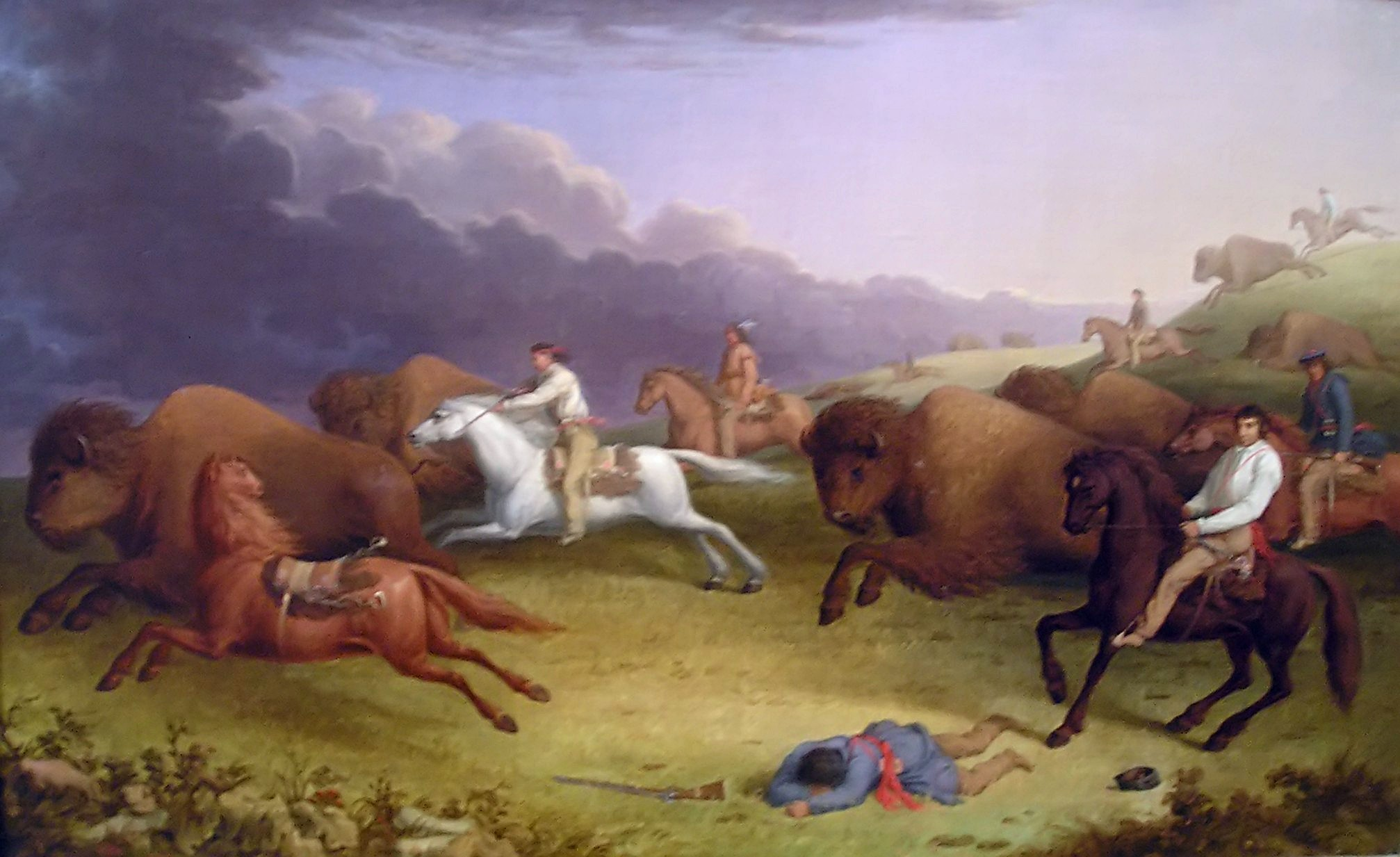
Історичне зображення полювання метисів.

Мети́с також: мейті́ (з фр. métis — «помісь», «суміш», що саме підкреслює «змішане походження» або «змішану кров») — нащадок європейця й північноамериканського індіанця.
Мети́си — один із визнаних автохтонних народів у Канаді. Історично канадських метисів також називали «Bois Brûlé» ([буа брюле]), «Countryborn», або «Чорні шотландці». Територія їх розселення складається із канадських провінцій Британської Колумбії, Альберти, Саскачевану, Манітоби, Онтаріо і Північно-Західних Територій. Метиси також мешкають у північній частині Сполучених Штатів (Північна Дакота, Монтана). Згідно з переписом Канадського статистичного бюро 2001 по всій території країни нараховується 292 310 жителів, які визнають себе метисами. Найбільше метисів у степових провінціях Канади: Альберта — 66 055, Манітоба — 56 795 і Онтаріо — 48 345.

## Офіційний статус в Канаді
Офіційно назва метис (мейті) використовується щодо нащадків людей, які раніше мешкали в південній Манітобі вздовж долини річки Ред-Рівер або навколиць Вінніпеґу. Назва також офіційно застосовується до нащадків подібних груп людей в провінції Квебек і Лабрадор, хоч історично ці групи відмінні одна від одної. Урядом провінції Альберта на початку 1900-х років був прийнятий Закон «Про переселення метисів», згідно з яким створені окремі поселення метисів.
У Канаді діє Національна рада метисів Канади, яка визначає приналежність осіб до метисів, якщо вони відповідають таким критеріям:
- сам визнає себе метисом;
- має метиський родовід;

Прапор канадських метисів

- відрізняється від індіанців і інших народів;
- якщо його визнають таким інші метиси.

Канадський Конституційний акт 1982 р. визнає приналежність метисів до автохтонних народів, що й надає їм окремі споконвічні права, як-от: вільні мисливство, риболовля тощо.

## Сучасність і відродження
У наш час, в результаті політики насильницької асиміляції, канадські метиси в основному англомовні, однак французька зберігається в якості другої мови. Прокидається інтерес до відновлення традиційної мови мічиф.